# Johann Michael Füssel
Johann Michael Füssel (geboren 26. November 1753 in Thiersheim; gestorben 16. November 1824 in Gefrees) war ein evangelischer Pfarrer, Hofmeister und Verfasser eines bekannten Reiseberichts.

## Leben
Füssel wurde in Thiersheim geboren; nach der Schule studierte er von 1773 bis 1776 an der theologischen Fakultät der Universität Erlangen. Er wirkte nach Studienabschluss zunächst als Hofmeister beim Geheimrat Künsberg in Bayreuth, ab 1780 erst bei der Familie von Falkenhausen und dann bei Hofmarschall Eichler von Auritz in Ansbach. Am 31. Dezember 1785 wurde Füssel Pfarrer in Gefrees, wo er über 39 Jahre bis zu seinem Tod wirkte. 

## Schriften
- Unser Tagebuch oder Erfahrungen und Bemerkungen eines Hofmeisters und seiner Zöglinge auf einer Reise durch einen großen Teil des Fränkischen Kreises nach Karlsbad und durch Bayern und Passau nach Linz. Drei Teile. Palm, Erlangen 1787–1791 (Digitalisat).